# 一毫子
一毫子（1980年12月4日—），中文原名黃國樑，英文名Carter Wong。香港創作人。作品有諷刺「非典型廢柴」與諷刺董太董趙洪娉的「懵太主題曲」等時事改編歌曲。
2004年加入香港作曲家及作詞家協會。
曾為「蘇永康弦愛交響夜」慈善演唱會擔任主題創作、替「香港足球代表隊」、「永倫籃球隊」、「傑志足球隊」、「民主倒董力量」、「七一人民批」、「職工盟」及「綠色和平」撰寫歌曲歌詞。中文大學校外進修學院刊物《Puzzle》撰寫專欄、為中文大學社會科學院及逸夫書院歌唱比賽擔任評判、為微電影《 The Green Come True 》擔任監製兼編劇 。

## 填詞作品

### 2003年
- 《非典型廢柴》林子揚
- 《懵太主題曲》林子揚
- 《口罩先生》林子揚（收錄於「一國沒兩制便沒有新香港」CD內）
- 《重建福氣樂園》（民主倒董力量歌曲）
- 《喂喂喂唔好睇小我地》（七一人民批歌曲）

### 2004年
- 《團結之歌》（職工盟歌曲）
- 《風裡密碼》（綠色和平風能運動歌曲）

### 2012年
- 《We Are Kitchee》C AllStar (傑志足球隊會歌)

### 2013年
- 《Come On Hong Kong》Supper Moment (香港足球代表隊官方打氣歌)

### 2014年
- 《如果牆會說話》陳綺雯

### 2016年
- 《JAM德起》「好德兄弟」麥德羅、王維德 (「霹克好德兄弟演唱會」主題曲)

### 2017年
- 《Let's Go Yellow》享樂團 (永倫球迷會主題曲)

## 經歷
- 中文大學社會科學院歌唱比賽擔任評判（2011年－2014年）
- 「蘇永康弦愛交響夜」主題概念創作(2012年)
- 中文大學逸夫書院歌唱比賽擔任評判（2013、2015－2019年）
- 為微電影《 The Green Come True 》擔任監製兼編劇（2014年）

## 爭議事件
* 2015年
為歌曲《如果牆會說話》填詞，於2015年1月4日TVB勁歌金曲首播，作品因而被網民批評，更成為生活潮流雜誌《100毛》facebook專頁的討論對象。
其本人當晚立即於facebook澄清，以下為全文：

多謝100毛‬與各位毛孩高度關注。
留意到大家的意見，就讓我簡單說明一下:
《如果牆會說話》寫於2007年，歌名靈感源自亦舒同名小說作品，歌曲講述一個靜待愛情的少女，遊歷耶路撒冷哭牆的故事。
希望大家能嘗試給予陳綺雯‬一個機會，感受她對歌唱的熱誠；記得作品初派台的時間，Aki曾特意找我詢問，了解這首歌背後的故事，由此可見她對工作的重視程度。
最後祝大家新年快樂！

## 外部連結
- 一毫子Facebook
- 一毫子youtube頻道 （页面存档备份，存于）